# Los Enemigos
Los Enemigos est un groupe espagnol de pop, originaire de Madrid. Los Enemigos est l'un des plus importants groupes de rock espagnol depuis près de 20 ans. L'année même de leur formation, ils remportent le concours de rock de la Villa de Madrid et, l'année suivante, ils enregistrent leur premier album, Ferpectamente. En 2001 et 2002, ils sortent Obras escocidas (1985-2000) et Obras Escondidas, des compilations live de la tournée qui sert d'adieu à leurs fans. En 2012, ils remontent sur scène.
Ils ont collaboré à de nombreux albums en hommage à Joan Manuel Serrat, Rosendo Mercado, Burning ou Federico García Lorca ; à la compilation pour la défense du statut officiel de la langue asturienne, L'asturianu muévese, ou à des bandes originales de films, comme Tengo una casa de Mónica Laguna ou Se buscan fulmontis d'Álex Calvo-Sotelo.

## Histoire
En 1986, ils enregistrent leur premier album, Ferpectamente (GASA), établissant les bases de ce qui deviendra leur son, un rock avec des touches de rhythm and blues, des riffs de guitare intenses et des paroles à l'humour proche du délire. L'album est bien accueilli et ils commencent à jouer dans les salles de Madrid. C'est à ce moment que Fino Oyonarte entre en scène, remplaçant Michi à la basse et devenant l'un des piliers du groupe tout au long de son histoire.
En 1988, ils sortent Un tío cabal, qui montre une nette évolution dans le son et les compositions. L'album est produit par Paco Trinidad, également producteur de Ferpectamente. La relation entre Josele et Artemio devient de plus en plus tendue et ce dernier est remplacé par Chema « Animal » Pérez (son surnom n'est pas dû à sa force à la batterie mais à une anecdote qui s'est produite lors de son deuxième concert avec le groupe). Ce sera la formation définitive de Los Enemigos, Manolo Benítez aidant à la guitare lors des concerts.
Josele Santiago suit une cure de désintoxication pour tenter de vaincre ses addictions, et le groupe fait une pause. Après son retour, ils enregistrent l'EP Por la sombra/hermana amnesia (RCA, 1995) et Gas (RCA, 1996), l'une de leurs meilleures collections de chansons. Ils livrent également l'EP Gira Gas (RCA), qui comprend cinq titres, dont quatre en live. Le groupe est à son apogée sur le plan créatif, et il est chargé des bandes originales du film Tengo una casa (1996) de Mónica Laguna et du court-métrage Igual caen dos (1997) de Álex Calvo-Sotelo ; ils participent également à l'hommage à Joan Manuel Serrat Serrat, eres único (BMG / RCA) avec le stupéfiant Señora, une superbe reprise qui devient l'une de leurs meilleures chansons. Ils participent également aux hommages à Rosendo, Agradecidos.... Rosendo (BMG / RCA, 1997) avec Entonces duerme, à Pepe Risi (Burning), Una noche sin ti (Sony / Columbia, 1998) avec Chueca et à Lorca, De Granada a la Luna (Sombra), avec Balad, balad, balad caretas. Ils entament une tournée qui les mène au Mexique et à Los Angeles.
En mai 2019, le groupe annonce au moyen d'un communiqué sur Facebook : « Manolo Benítez ne sera pas sur scène car nos chemins se sont séparés après une longue période de travail en commun. La difficulté de combiner des projets parallèles est la raison de cette décision. »
En mars 2020, et après la sortie de leur album Bestieza, ils atteignent pour la première fois la première place du classement des ventes d'albums en Espagne.

## Membres

### Membres actuels
- Josele Santiago — guitare, chant
- Fino Oyonarte — basse, chœurs
- Chema « Animal » Pérez — batterie, percussions, chœurs
- David Krahe — guitare

### Anciens membres
- Artemio Pérez — batterie
- Michi González — basse
- Roberto Arbolea  — chant sur El tren de la costa dans Ferpectamente.
- Manolo Benítez — guitares, chœurs

## Discographie

### Albums studio
- 1986 : Ferpectamente
- 1988 : Un tío cabal
- 1990 : La vida mata
- 1991 : La cuenta atrás
- 1994 : Sursum corda
- 1994 : Tras el último no va nadie
- 1995 : Alguna copla de los enemigos (compilation)
- 1996 : Gas
- 1996 : Tengo una casa (bande son)
- 1999 : Nada
- 1999 : Se buscan fulmontis (bande son)
- 2001 : Obras escocidas (1985-2000) (double album)
- 2002 : Obras escondidas (album live)
- 2012 : Hasta el lunes (CD + DVD live)
- 2012 : Desde el jergón
- 2014 : Vida inteligente
- 2020 : Bestieza

### EP
- 1995 : Por la sombra/hermana amnesia
- 1996 : Gira Gas
- 1997 : Igual caen dos
- 1999 :  Na de na